# Тангаж
Танга́ж (фр. tangage — килевая качка) — угловое движение летательного аппарата или судна относительно главной (горизонтальной) поперечной оси инерции. Угол тангажа — угол между продольной осью летательного аппарата или судна и горизонтом. Угол тангажа обозначается буквой θ (тета). В авиации различают:
- положительный тангаж, с увеличением угла (подъём носа) — кабрирование, штурвал на себя;
- отрицательный, с уменьшением угла (опускание носа) — пикирование, штурвал от себя.

Вызывается отклонением руля высоты.
Это один из трёх углов (крена, тангажа и рыскания), которые задают наклон летательного средства относительно его центра инерции по трём осям.
По отношению к морским судам используются аналогичные термины — дифферент и угол дифферента. При этом положительный угол наклона продольной оси судна отсчитывается вниз от горизонтальной плоскости, а отрицательный — вверх.